# Вейцер Ізраїль Якович
Ізраїль Якович Вейцер (нар. 1889, містечко Друя Віленської губернії, тепер Браславського району Вітебської області, Республіка Білорусь — розстріляний 7 травня 1938, Москва) — радянський партійний і господарський діяч, голова В'ятського, Пензенського і Тульського губвиконкомів, народний комісар торгівлі Української СРР, народний комісар внутрішньої торгівлі СРСР. Член ЦК КП(б)У в червні 1930 — січні 1932 р. Член ЦВК СРСР.

## Біографія
Народився в родині єврейського бухгалтера. У 1906 році вступив у Бунд. Вів революційну роботу в містах Двінську і Вільно. У 1907—1913 роках вчився на юридичному факультеті Казанського університету, одночасно давав приватні уроки.
Член РСДРП(б) з 1914 року.
У березні 1914 року — грудні 1917 року — бухгалтер-рахівник на будівництві залізничного мосту через ріку Волгу в місті Симбірську і на станції Коїнсар Казанської губернії. З грудня 1917 року — завідувач фінансової частини при Тимчасовому правлінні Московського відділення Народного банку. Займався ліквідацією колишніх приватних банків.
У 1918 році — член колегії повітового фінансового відділу в місті Новозибкові Чернігівської губернії. У 1919 році — член президії і голова Чернігівської губернської ради народного господарства, голова надзвичайної евакуаційної комісії в Чернігові, член колегії Чернігівського губернського фінансового відділу.
У 1919 році перебував у Червоній армії, служив на політичній роботі у 1-му Чернігівському полку. У листопаді 1919—1920 роках працював головою колегії кущового кооперативного управління В'ятської губернської спілки споживчих товариств.
У березні 1920 року — травні 1921 року — відповідальний секретар В'ятського губернського комітету РКП(б) і голова виконавчого комітету В'ятської губернської ради.
У червні — серпні 1921 року — голова Пензенської губернської ради народного господарства. У серпні — грудні 1921 року — уповноважений ВЦВК із збору продовольчого податку в Пензі. У грудні 1921 року — січні 1922 року — голова виконавчого комітету Пензенської губернської ради.
У лютому 1922 — 1923 р. — голова Тульської губернської ради народного господарства. У 1923 — січні 1924 року — голова виконавчого комітету Тульської губернської ради. У січні — травні 1924 року — відповідальний секретар Тульського губернського комітету РКП(б).
У липні 1924 — 1925 р. — начальник сировинних заготівель і член колегії Наркомату внутрішньої торгівлі СРСР. У 1925 — липні 1929 року — член колегії Наркомату внутрішньої і зовнішньої торгівлі СРСР. Одночасно в 1927—1929 року — начальник хлібофуражного управління Наркомату внутрішньої і зовнішньої торгівлі СРСР.
У травні 1929 року — грудні 1930 року — народний комісар торгівлі Української СРР.
У грудні 1930 року — липні 1934 року — заступник народного комісара зовнішньої торгівлі СРСР. Одночасно у січні 1932 року — липні 1934 року — торговельний представник СРСР в Німеччині.
29 липня 1934 року — 17 жовтня 1937 року — народний комісар зовнішньої торгівлі СРСР.
3 листопада 1937 року заарештований органами НКВС. Розстріляний 7 травня 1938 року і похований на кладовищі Комунарка Московської області. Посмертно реабілітований 4 квітня 1956 року.

## Нагороди
- орден Леніна (21.04.1933)
- орден Трудового Червоного Прапора (17.01.1936)